# Fama (pel·lícula de 1980)
Fama (en anglès Fame) és una pel·lícula de drama musical estatunidenc de 1980 dirigida per Alan Parker, i escrita per Christopher Gore. Ha estat doblada al català.
La pel·lícula va recaptar $21.2 milions a Amèrica del Nord contra un pressupost de producció de $8.5 milions. Va rebre una resposta mixta dels crítics que van elogiar la música, però van criticar el to dramàtic, el ritme i la direcció. La pel·lícula va rebre diversos premis i nominacions, inclosos dos Premis Oscar per Millor Cançó Original ("Fame") i Millor Banda Sonora Original (Michael Gore), i un Globus d'Or a la millor cançó original ("Fame"). El seu èxit va donar lloc a una franquícia de mitjans que abasta diverses sèries de televisió, musicals i un remake llançat en 2009.

## Sinopsi
Narra les vides i les dificultats dels estudiants que assisteixen a la High School of Performing Arts a la ciutat de Nova York (coneguda avui com a Fiorello H. Laguardia High School), des de les seves audicions fins al seu primer any, segon, tercer i quart any.

## Elenc i personatges
- Coco Hernández (Irene Cara): La més ambiciosa, sempre preocupada perquè tot sortís bé. Té els seus més i els seus menys amb els seus companys, però sempre acaben perdonant-la. És una gran ballarina, pianista i cantant posseïdora d'una veu molt dolça.
- Leroy Johnson (Gene Anthony Ray): El més rebel de tots els estudiants. Abandonat per la seva mare, Leroy tracta de triomfar en el món de la dansa.
- Bruno Martelli (Lee Curreri): Compositor de música i teclista, és molt amic de la bella cantant i pianista Coco, i posseeix un estudi musical electrònic de sintetitzadors Moog. Té les seves discussions amb el professor Shorofsky a causa del seu afany innovador: li diu que els sintetitzadors substituiran als instruments tradicionals de la música clàssica. Paradoxalment, toca el violí en un conjunt de música de cambra.
- Miss Berg - Dance (Joanna Merlin): professora de dansa.
- Ms. Grant - (Debbie Allen): professora de dansa.
- Mr. Farrell - (Jim Moody): professor de drama.
- Mrs. Sherwood - (Anne Meara): professora d'anglès.
- Mr. Shorofsky - (Albert Hague): professor de música.
- Ralph Garci - (Barry Miller): alumne llatinoamericà amb un passat traumàtic en el seu antic barri. Es converteix en comediant.
- Lisa Monroe (Laura Dean): ballarina
- Hilary Van Doren (Antonia Franceschi): ballarina
- Montgomery MacNeil (Paul McCrane): actor dramàtic
- Doris Finsecker (Maureen Teefy): acrtriu dramàtica
- Angelo Martelli (Eddie Barth): pare de Bruno
- Michael (Boyd Gaines)
- Naomi Finsecker (Tresa Hughes): mare de Doris
- François Lafete (Steve Inwood)
- Mr. England (Bill Britten)
- Touchstone (Isaac Mizrahi)
- Michael DeLorenzo: ballarí principal sense anomenar
- Meg Tilly: ballarina principal sense anomenar

## Franquícia
A causa del seu gran èxit i les seves nombroses candidatures a diferents premis, aquesta pel·lícula va tenir una seqüela en forma de sèrie que va veure la llum en 1982 amb el mateix títol i que va collir més èxit. Va estar en antena des de la seva estrena en 1982 fins a 1987 sent una de les sèries més longeves en la televisió per aquella època.
Alguns dels actors protagonistes, per exemple Gene Anthony Ray com Leroy, Lee Curreri com Bruno Martelli, o Debbie Allen com la professora Lydia Grant van repetir en la sèrie. Altres personatges de la pel·lícula van aparèixer també en la sèrie, però amb diferents actors encarnant-los. El personatge de Coco, que en la pel·lícula encarnés Irene Cara, en la sèrie va ser interpretat per Erica Gimpell, i el personatge de Doris, en la pel·lícula interpretat per Maureen Teefy, va ser interpretat a la sèrie per Valierie Landsburg.

## Recepció[calcitació]

### Premis Oscar
- Oscar a la millor cançó original - "Fame" Irene Cara
- Oscar al millor so - Michael J. Kohut, Aaron Rochin, Jay M. Harding, Christopher Newman
- Oscar al millor guió original - Christopher Gore
- Oscar al millor muntatge - Gerry Hambling

### Premis BAFTA
- BAFTA al millor guió - Gerry Hambling
- BAFTA a la millor direcció - Alan Parker
- Premi Anthony Asquith a la millor música - Michael Gore

### Globus d'Or
- Globus d'Or a la millor actriu musical o còmica - Irene Cara
- Globus d'Or a la millor cançó original - Michael Gore
- Globus d'Or a la millor pel·lícula musical o còmica

### Premi Grammy
- Premi Grammy al Millor àlbum original escrit per a pel·lícula o televisió.

### Crítiques
Va aconseguir el fet sense precedents en la història dels Premis de l'Acadèmia que dues cançons d'una mateixa cantant i una mateixa pel·lícula fossin nominades en la mateixa edició per a l'Oscar a la Millor Cançó Original. Les nominacions van ser per a Out here on my own i Fame, totes dues interpretades per Irene Cara. Aquesta última, a més, es va emportar el guardó.